# Mouriri angulicosta
Mouriri angulicosta là một loài thực vật có hoa trong họ Mua. Loài này được Morley mô tả khoa học đầu tiên năm 1972.